# Владимир Рончевски
Владимир Данаилович Рончевски (на руски: Рончевскій) е първият окръжен управител на Варненски окръг (1878 – 1880). Почетен гражданин на Варна.

## Биография
През 1861 г. завършва Михайловската артилерийска академия в Санкт-Петербург, Русия.
Назначен е от руския императорски комисар в България княз Александър Дондуков-Корсаков за първи окръжен управител на Варненски окръг (1878 – 1880), а първи губернатор (областен управител) на Варненска област става Павел Павлович Баумгартен. след него, през 1880 г. окръжен управител на Варна става Иван Драсов.
Владимир Рончевски е обявен от общинския съвет за почетен гражданин на град Варна за особени заслуги към града на 7 юли 1879 г.
През 1882 г. като подполковник от Руската имперска артилерия участва в организирането и построяването на барутен завод близо до град Шлиселбург, Русия. Сега този завод под името „Морозовски химически завод“ е един от големите производители на лако-бояджийски материали в Русия.

## Памет
Във Варна има улица на негово име.